# Град Сремска Митровица
Град Сремска Митровица је један од градова у Републици Србији. Налази се у АП Војводина и спада у Сремски округ. По подацима из 2004. град заузима површину од 762 km² (од чега на пољопривредну површину отпада 56571 ha, а на шумску 8705 ha).
Средиште града као и округа је градско насеље Сремска Митровица. Град Сремска Митровица има 26 насеља. По подацима из 2011. године у граду је живело 79.940 становника. Према подацима пописа 2022. град има 72.580 становника. По подацима из 2004. природни прираштај је износио -3,8‰, а број запослених у општини износи 18186 људи. У граду се налази 39 основних и 6 средњих школа.

## Положај општине
Градска општина Сремска Митровица налази се у западном делу Србије и погранична је, тј. има кратку границу са Босном и Херцеговином (Општина Бијељина) на југозападу. Са осталих страна налазе се општине:
- запад - Шид
- северозапад - Бачка Паланка
- север - Беочин
- североисток - Ириг
- исток - Рума
- југоисток - Шабац
- југ - Богатић

## Природне одлике
Рељеф: На простору општине уочавају се четири природне целине у правцу север - југ. Прва и најсевернија целина је планинска - област средишње Фрушке горе, надморске висине 200-540 м. Ова целина је богата шумама и са два мала насеља. Друга целина је јужно подножје Фрушке горе надморске висине 120-200 м, покривено виноградима и воћњацима. Земљиште ове целине је лесно, у оквиру Сремске лесне заравни. Овде се налази низ насеља, махом мањих и усмерених на пољопривреду. Трећа целина је равничарски део Срема надморске висине 80-120 м, покривен ратарским културама. Ово је најнасељенији део општине и ту је смештен градско насеље Сремска Митровица. Најјужнија целина је област северне Мачве, равничарско-мочварног карактера, погодан за ратарство и повртарство.
Клима: У општини влада умереноконтинетална клима, која се одликује топлим и сушним летима, умереним зимама и кишним прелазним добима (касна јесен и касно пролеће).
Воде: На подручју општине постоје два значајнија водотока. Најважнији је река Сава, која протиче правцем запад- исток, дели општину на сремски и мачвански део и протиче кроз градско насеље Сремску Митровицу. Река Босут припада општини сам најнижим делом тока и близу истоименог села се улива у Саву. Остали водотоци су фрушкогорски потоци и равничарски канали мањег значаја. Поре тога на подручју општине постоји и неколико мањих, вештачки насталих језера код села Чалме и Бешеновачког Прњавора.
Биљни и животињски свет: Биљни и животињски свет је особен за област Паноније. Од биљака ту су: храст, цер, граб, клен. Животиње су: лисица, јазавац, зец, дивља свиња, срна. Општина је и једина у Србији са популацијом даброва (Бара Засавица).

## Насељена места
Град Сремска Митровица има највише насељених насеља од свих локалних самоуправа у Војводини - укупно 26 насеља, од чега 2 градска.
- Бешеновачки Прњавор
- Бешеново
- Босут
- Велики Радинци
- Гргуревци
- Дивош
- Засавица I
- Засавица II
- Јарак
- Кузмин
- Лаћарак - приградско насеље
- Лежимир
- Манђелос
- Мартинци
- Мачванска Митровица - градско насеље
- Ноћај
- Равње
- Раденковић
- Салаш Ноћајски
- Сремска Митровица - градско насеље
- Сремска Рача
- Стара Бингула
- Чалма
- Шашинци
- Шишатовац
- Шуљам

## Етничка структура
| Резултати пописа 2011.‍ | Резултати пописа 2011.‍ | Резултати пописа 2011.‍ | Резултати пописа 2011.‍ | Резултати пописа 2011.‍ |
| ---------------------- | ---------------------- | ---------------------- | ---------------------- | ---------------------- |
|                        |                        |                        |                        |                        |
| Срби                   | Срби                   |                        | 69.849                 | 87,38%                 |
| Хрвати                 | Хрвати                 |                        | 2.112                  | 2,64%                  |
| Роми                   | Роми                   |                        | 1.194                  | 1,49%                  |
| Мађари                 | Мађари                 |                        | 696                    | 0,87%                  |
| остали                 | остали                 |                        | 4.714                  | 5,89%                  |
| неизјашњени            | неизјашњени            |                        | 2.375                  | 2,97%                  |
| укупно: 79.940         |                        |                        |                        |                        |

## Познате личности
- Бранислав Ивановић
- Горан Стевановић
- Бошко Палковљевић Пинки
- Марко Перичин Камењар

## Галерија
- Први печат и грб римског насеља Sirm(ium)a. Богиња Фортуна са богатим равничарским плодовима
- Грб средњовековне Дмитровице — Civitas Sancti Demetrii
- Грб града Митровице између два светска рата
- Грб слободног краљевског града Митровице из 1884.
- Грб угарске Жупаније Срем, којој Митровица припада у периоду 1881—1918.
- Данашњи градски грб
- Данашња градска застава